# Mesopolobus pseudolaticornis
Mesopolobus pseudolaticornis is een vliesvleugelig insect uit de familie Pteromalidae. De wetenschappelijke naam is voor het eerst geldig gepubliceerd in 1966 door Rosen.